# Ephesia distorta
Ephesia distorta är en fjärilsart som beskrevs av Butler 1889. Ephesia distorta ingår i släktet Ephesia och familjen nattflyn. Inga underarter finns listade i Catalogue of Life.